# 论科学与艺术
《论科学与艺术》（法語：Discours sur les sciences et les arts），又名第一讲演集，是日内瓦哲学家让-雅克·卢梭第一本出版的哲学作品，出版于1750年。作者认为艺术和科学腐化了人类道德。这是卢梭首次表达他关于自然与社会的有影响力的观点，该观点控制了他整个的知识生活。这部作品被认为是他最重要的作品之一。

## 內容
盧梭指出，一切知識的根源都是邪惡。天文學源於迷信，辯論術源於仇恨，幾何學源於貪心，物理學源於虛榮，藝術源於奢侈，法律學源於不公義，歷史源於暴虐，乃至倫理學亦源於自大。
對於知識與道德的關係，對於盧梭而言，擁有知識令人變得虛偽。盧梭認為，自從擁有知識以來，人就變得彬彬有禮，習慣對其他人有禮貌，而導致缺乏美德的人，表面上亦看似擁有美德。這樣不單止令到所有人都因為遵從禮儀，而不敢展示出真正的自己，亦令到人難以真正認清其他人的真面目。真誠的友誼，真正的敬意，亦因人心難測而不復存在，而懷疑、恐懼、冷酷、戒備、憎恨、背叛，就一直隱藏在禮儀背後。
盧梭亦以蘇格拉底之觀點，指出擁有知識會令人變得自大。盧梭同意，蘇格拉底稱讚無知，鄙視知識，而追求美德。盧梭亦指出，擁有知識會令人損失時間，並且無可彌補。除損失時間外，盧梭認為，擁有知識亦會令人因重視金錢，而不重視美德，反而會以金錢數量，計算人的存在價值。這樣，至少三十個窮人方可以與一個富人有相同之價值。另外，盧梭指出，擁有知識之後，人就不再問其他人是不是正直，但會問其他人有沒有才能，評價一個人的價值，因而只取決於擁有知識，而忽視其他美德。
盧梭認為，擁有知識是壞事，所以人不應該追求知識：
「如果其等（指人類後代）讀到你，則你將不會令其等不確定，今日我等所討論之問題。除非其等比我等更加愚蠢，否則其等將會舉手向天，痛苦說出：『全能之神，手掌握人類之心靈，請將我等從我等祖先之知識與致死之藝術中，拯救出來，請賜回我等無知、無罪與貧窮。唯有此等特徵，方可以為我等帶來幸福……』」